# Battle Cry (canción de Imagine Dragons)
«Battle Cry» (en español: «Grito de Batalla») es una canción escrita, producida e interpretada por la banda estadounidense de rock alternativo Imagine Dragons. Fue lanzada el 2 de junio de 2014 por medio de KIDinaKORNER e Interscope Records, cómo el sencillo principal para la banda sonora de la película de acción en vivo Transformers: La Era de la Extinción, y pertenece a la edición «Deluxe» del segundo álbum de estudio de la agrupación «Smoke + Mirrors».

## Antecedentes
Después de varios rumores en los medios de comunicación que afirmaban que el director Michael Bay no habría llamado a Linkin Park para la banda sonora de la cuarta película de la franquicia Transformers, sino más bien a Imagine Dragons, el 12 de abril se anunció oficialmente la noticia de la banda en Facebook y Twitter, con una foto tomada en el estudio de grabación con los compositores Steve Jablonsky y Hans Zimmer, en clara referencia a Transformers: La Era de la Extinción.
El 13 de mayo, Michael Bay anunció oficialmente que «Battle Cry» de Imagine Dragons sería parte de la banda sonora, y que la agrupación interpretaría la canción en vivo durante el estreno de la película en Hong Kong el 19 de junio de 2014, convirtiéndose en la primera canción de la franquicia cinematográfica Transformers de acción en vivo que no fue interpretada por Linkin Park, aunque «Until It's Gone» de este último está incluido en el videojuego que lo acompaña.
Por otra parte, Imagine Dragons venía de finalizar una gira que duró dos años, en apoyo al lanzamiento de su álbum debut, «Night Visions» (2012), y querían trabajar en su próximo álbum de estudio, antes de que Michael Bay los contactara para participar en la banda sonora. El grupo sintió que trabajar en la película podría aumentar la exposición de su música en todo el mundo.

## Composición
Escrita y producida por la agrupación, «Battle Cry» habla sobre cómo el conflicto entre el enemigo y el héroe se reduce a su última batalla. "Nadie puede salvarme ahora, es cuestión de vida o muerte" significa que el héroe está perdiendo, y que debe luchar hasta la victoria o rendirse y dejar que el enemigo lo mate. "El rey ha sido coronado" representa al enemigo ganando poder, así que el héroe debe contraatacar o morirá. "El único sonido es el grito de batalla" es literalmente su grito de batalla mientras luchan con todas sus fuerzas para vencer al enemigo.
Respecto a trabajar con Michael Bay, Dan Reynolds, vocalista de la agrupación, explicó a Billboard:

«Fue muy natural. Al principio, no creíamos que fuéramos capaces de lograrlo. Habíamos estado negándonos a todo porque físicamente no teníamos tiempo. Pero nos reunimos con él en una habitación, nos contó la historia y tuve una melodía que resonó en mi cabeza desde ese momento. Algunas canciones tardan un año en formarse, pero «Battle Cry» se escribió sola rapidísimo. Fue genial componer una canción de una manera más cinematográfica; intentamos crear algo que complementara lo visual en lugar de simplemente ser fieles a la canción. Y luego trabajar con Hans Zimmer y Steve Jablonsky, leyendas. Eso fue enorme para nosotros.»

Según Michael Bay, director de la película, el quería trabajar con el grupo después de sentirse atraído por la emoción de «Demons» y «Radioactive» la primera vez que escuchó ambas canciones:

«Tuvimos muchísima suerte de que Dan, Wayne, Ben y Daniel [Platzman] estuvieran disponibles para trabajar con nosotros. Recuerdo que me atrajo la emoción de «Demons» y «Radioactive» la primera vez que escuché esas canciones, y sabía que quería esa misma energía y emoción para esta película. Han creado un sonido realmente épico y sobrenatural para «Battle Cry».»

## Presentaciones en vivo
«Battle Cry» fue interpretada por primera vez el 19 de junio de 2014, durante el estreno mundial de la película en Hong Kong, en un pequeño concierto que la banda ofreció previo a la proyección de la película. Asimismo, la canción fue tocada por la agrupación en algunos conciertos dentro de los Estados Unidos.

## Lista de sencillos
| Battle Cry: Descarga digital |              |                 |          |  |
| N.º                          | Título       | Artista(s)      | Duración |  |
| 1.                           | «Battle Cry» | Imagine Dragons | 4:33     |  |

## Créditos
Adaptado del booklet de la edición «Super Deluxe» de «Smoke + Mirrors».
Battle Cry
- Interpretado por Imagine Dragons.
- Escrito por Dan Reynolds, Wayne Sermon, Ben McKee y Daniel Platzman.
- Producido por Imagine Dragons.
- Publicado por KIDinaKORNER / Universal.
- Mezclado por Manny Marroquin en “Larrabee Studios”.
- Masterizado por Joe LaPorta en “Sterling Sound”.

℗ 2014 KIDinaKORNER/Interscope Records
Imagine Dragons
- Dan Reynolds: Voz.
- Wayne Sermon: Guitarra.
- Ben McKee: Bajo.
- Daniel Platzman: Batería.

## Listas de Popularidad

#### Semanales
| País           | Lista                    | Mejor posición |
| 2014           | 2014                     | 2014           |
| -------------- | ------------------------ | -------------- |
| Australia      | ARIA                     | 44             |
| Francia        | SNEP                     | 150            |
| Reino Unido    | Official Charts Company  | 111            |
| Estados Unidos | Billboard Hot Rock Songs | 24             |

## Certificaciones
| País (Organismo certificador) | Certificaciones | Ventas certificadas | Ref.   |
| ----------------------------- | --------------- | ------------------- | ------ |
| Estados Unidos (RIAA)         | Oro             | 500,000             | [ 16 ] |